# Hermanak
 (juin 2018).
Hermanak (en persan : حرمانك romanisé en Ḩermānak et en Hermānak et également connu sous les noms de Hermānak-e ‘Olyā et de Khermānak) est un village de la province d'Ispahan en Iran. Lors du recensement de 2006, sa population était de 216 habitants pour 35 familles.